# The Kids Are Coming
The Kids Are Coming – debiutancki minialbum (EP) australijskiej piosenkarki Tones and I wydany 30 sierpnia 2019 roku nakładem wytwórni Sony Music oraz Bad Batch. W celu promocji krążka wydano cztery single, z których utwór „Dance Monkey” osiągnął ogólnoświatowy sukces plasując się na pierwszym miejscu na oficjalnych listach przebojów w 35 krajach.
W rodzinnym kraju artystki The Kids Are Coming dotarł do trzeciego miejsca notowania ARIA Charts.

## Lista utworów
Wszystkie utwory zostały napisane przez Toni Watson oraz wyprodukowane przez Konstantina Kerstinga.
| Nr | Tytuł utworu          | Długość |
| -- | --------------------- | ------- |
| 1. | „The Kids Are Coming” | 3:24    |
| 2. | „Dance Monkey”        | 3:29    |
| 3. | „Colourblind”         | 3:26    |
| 4. | „Johnny Run Away”     | 3:12    |
| 5. | „Jimmy”               | 3:43    |
| 6. | „Never Seen the Rain” | 3:20    |
|    |                       | 20:34   |

## Notowania i certyfikaty
| Lista przebojów (2019)              | Najwyższa pozycja |
| ----------------------------------- | ----------------- |
| Australia (ARIA Charts)             | 3                 |
| Austria (Ö3 Austria Top 40)         | 60                |
| Belgia (Ultratop Flandria)          | 61                |
| Dania (Hitlisten)                   | 8                 |
| Finlandia (Suomen virallinen lista) | 19                |
| Francja (SNEP)                      | 31                |
| Holandia (MegaCharts)               | 96                |
| Irlandia (IRMA)                     | 40                |
| Kanada (Canadian Hot 100)           | 10                |
| Norwegia (VG-Lista)                 | 3                 |
| Nowa Zelandia (Recorded Music NZ)   | 23                |
| Stany Zjednoczone (Billboard 200)   | 62                |
| Szwajcaria (Alben Top 100)          | 100               |
| Szwecja (Sverigetopplistan)         | 15                |
| Włochy (FIMI)                       | 72                |

| Kraj                     | Certyfikat  | Sprzedaż |
| ------------------------ | ----------- | -------- |
| Australia (ARIA)         | Złota płyta | 35 000+  |
| Dania (IFPI Denmark)     | Złota płyta | 10 000+  |
| Francja (SNEP)           | Złota płyta | 50 000+  |
| Kanada (Music Canada)    | Złota płyta | 40 000+  |
| Stany Zjednoczone (RIAA) | Złota płyta | 500 000+ |